# 존 홉킨스 (음악가)
존 홉킨스(Jonathan Julian "Jon" Hopkins, 1979.8.15 ~ )는 영국 출신의 음악가, 음악 프로듀서이다. 이모전 힙을 위해 건반을 연주하는 것으로 커리어를 시작한 후 브라이언 이노, 콜드플레이, 데이비드 홈즈 등 뮤지션들의 앨범에 참여하였다.
그는 영화 몬스터(2010)의 사운드트랙을 작곡했고 Ivor Novello Award에서 베스트 오리지널 스코어 부문에 노미네이트되었다. 그의 3번째 솔로 앨범인 Insides로 2009년에 댄스/일렉트로닉 앨범 차트에 15위까지 올랐다. 브라이언 이노와 Leo Abrahams와 함께한 콜라보 앨범 Small Craft on a Milk Sea와 King Cresote와 함께한 콜라오 앨범 Diamond Mine 둘다 UK앨범 차트 82위에 올랐다. 2011년에 앨범 Diamond Mine은 머큐리 프라이즈에 노미네이트되었고 2013년에 앨범 Immunity또한 머큐리 프라이즈에 노미네이트되었다.

## 활동
그 자신의 음반 작업 외에 그는 영화 몬스터 OST 작업, 밴드 콜드플레이의 음반 Viva la Vida or Death and All His Friends 작업 등을 했다.

## 콜드플레이
작업
2007년 초, 존 홉킨스는 콜드플레이의 새 앨범 Viva la Vida or Death and All His Friends를 프로듀싱 하던 브라이언 이노에게 초대되었다.
하루동안만 스튜디오에서 오르간, 하모늄 등의 건반악기를 녹음하기로 했었으나, 더 나아가 프로듀싱에도 참여하게 되었다.
콜드플레이의 곡 “Violet Hill”의 인트로는 앨범의 현악 편곡자인 Davide Rossi와 존 홉킨스의 즉흥연주에 의해 만들어졌다.

또한 홉킨스의 곡 "Light Through the Veins"이 앨범의 첫 번째 트랙인 "Life In Technicolor"에 삽입되었고, 히든 트랙인 "The Escapist"의 배킹 트랙으로도 사용되었다.

Viva la Vida or Death and All His Friends는 2008년에 발매되었고, 2009년 그래미 어워드에서 베스트 락 앨범으로 선정되었고, 2008년에 가장 많이 팔린 음반이 되었다.
콜드플레이의 다음 앨범 Mylo Xyloto에도 그는 작곡자로서 참여하게 되었다.
투어
Viva la Vida or Death and All His Friends 발매 후 콜드플레이는 존 홉킨스에게 그들의 2008년 월드투어 오프닝 DJ로 참여해 달라고 부탁하였다.
존 홉킨스는 콜드플레이와 6개월 동안 영국, 미국, 일본을 오가며 투어에 참여하였다. 또한 그는 “메디슨 스퀘어 가든“과 “런던 O2 아레나“에서 20,000여명의 관중 앞에서 공연하였다.

## 음반 목록
정규 음반
- 2001년 Opalescent
- 2004년 Contact Note
- 2009년 Insides
- 2013년 Immunity
- 2018년 Singularity

사운드트랙 음반
- 2010년 Music From the Film 'Monsters"
- 2013년 How I Live Now: Motion Picture Soundtrack

비정규 음반
- 2005년 EP1
- 2006년 The Fourth State
- 2009년 Seven Gulps of Air EP
- 2014년 Asleep Versions

싱글
- 2009년 "Light Through the Veins" (콜드플레이의 Viva la Vida or Death and All His Friends음반에 삽입 되었다.)
- 2009년 "Seven Gulps of Air"
- 2010년 "Vessel (Four Tet Remix)"
- 2010년 "Wire (Nathan Fake Remix)"
- 2011년 "Bubble" (King Creosote와 함께)
- 2013년 "Collider: Remixes"
- 2014년 "Abandon Windeow (Moderat Remix)"

믹스테잎 과 리믹스
- 2005년 The Art of Chill 2
- 2013년 FACT Mix 388
- 2015년 Late Night Tales: Jon Hopkins

콜라보 음반
| 년도 | 음반                                                            | UK 음반 순위 | 함께한 뮤지션                    |
| ---- | --------------------------------------------------------------- | ------------ | -------------------------------- |
| 2006 | De-Fence 10x10:02                                               | —            |                                  |
| 2010 | Small Craft on a Milk Sea - 발매: 10. 19 - 레이블: Warp Records | 82           | - 브라이언 이노 and Leo Abrahams |
| 2011 | Diamond Mine - 발매: 3. 28 - 레이블: Domino Records             | 82           | - King Creosote                  |
| 2011 | Honest Words (EP) - 발매: 9. 19 - 레이블: Domino Records        | —            | - King Creosote                  |
| 2012 | The Jubilee (EP) - 발매: 4. 17 - 레이블: Domino Records         | —            | - King Creosote                  |